# Arthur Schutt

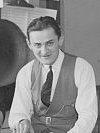
Arthur Schutt

Arthur Schutt (Reading (Pennsylvania), 21 november 1902 - San Francisco, 28 januari 1965) was een Amerikaanse jazzpianist en -arrangeur.
Arthur Schutt leerde piano spelen bij zijn vader, zijn loopbaan begon als jongen toen hij stomme films begeleidde. Van 1918 tot 1924 speelde hij in het orkest van Paul Specht. Met dit orkest ging hij in 1923 naar Londen, waar hij twee noveltyplaten opnam voor het platenlabel Regal (waaronder zijn eigen compositie "Bluin' the Black Keys"). In de jaren twintig werkte hij in verschillende groepen, zoals The Charleston Chasers rond Red Nichols en Phil Napoleon (1927) en het orkest van Roger Wolfe Kahn. Eind jaren twintig was Schutt in New York een veelgevraagde studiomuzikant en werkte hij mee aan opnames van The Georgians, Bix Beiderbecke, Miff Mole, Red Nichols, Frankie Trumbauer, Joe Venuti, Nat Shilkret, Mildred Bailey en Benny Goodman. Begin jaren dertig leidde hij hier een eigen band, die 78 toerenplaten opnam voor Crown, Okeh Records, Parlophone en Odeon. In zijn groep speelden onder anderen Eddie Lang, Carl Kress, Babe Russin, Manny Klein, Stan King, Jimmy en Tommy Dorsey alsook Smith Ballew als zanger. In 1939 speelde hij met Bud Freeman. In de jaren veertig en vijftig was hij als studiomuzikant en arrangeur voor MGM in Hollywood actief.